# Eovernevania cyrtocerca
Eovernevania cyrtocerca är en stekelart som beskrevs av Andrew R. Deans 2004. Eovernevania cyrtocerca ingår i släktet Eovernevania och familjen hungersteklar. Inga underarter finns listade i Catalogue of Life.